# CSI: Crime Scene Investigation (3.ª temporada)
A 3ª temporada de CSI foi exibida originalmente na CBS de 26 de setembro de 2002 a 15 de maio de 2003 .O DVD original da temporada foi lançado em 30 de março de 2004. Esta é a primeira temporada em que Robert David Hall e Eric Szmanda aparecem nos créditos de abertura como Albert Robbins e Greg Sanders, respectivamente .

## Elenco
| Personagem        | Intérprete        | Elenco principal  | Elenco recorrente     |
| ----------------- | ----------------- | ----------------- | --------------------- |
| Gil Grissom       | William Petersen  | Temporada inteira | —                     |
| Catherine Willows | Marg Helgenberger | Temporada inteira | —                     |
| Warrick Brown     | Gary Dourdan      | Temporada inteira | —                     |
| Nick Stokes       | George Eads       | Temporada inteira | —                     |
| Sara Sidle        | Jorja Fox         | Temporada inteira | —                     |
| Greg Sanders      | Eric Szmanda      | Temporada inteira | —                     |
| Albert Robbins    | Robert David Hall | Temporada inteira | —                     |
| Jim Brass         | Paul Guilfoyle    | Temporada inteira | —                     |
| Archie Johnson    | Archie Kao        | —                 | Temporada inteira     |
| David Phillips    | David Berman      | —                 | Temporada inteira     |
| David Hodges      | Wallace Langham   | —                 | Episódio 11 em diante |

## Episódios
| N.º (série) | N.º (temp.) | Título                               | Escrito por | Dirigido por                       | Exibição original       |
| --- | ----------- | ------------------------------------ | --- | ---------------------------------- | ----------------------- |
| 47 | 1           | "Revenge Is Best Served Cold"        | Carol Mendelsohn & Anthony E. Zuiker | Danny Cannon                       | 26 de setembro de 2002  |
| Grissom, Sara e Warrick investigam quando um jogador de pôquer cai morto na mesa durante um jogo de altas apostas. Nick e Catherine investigam um corpo morto encontrado em uma pista de decolagem abandonada, o que os leva ao mundo das corridas de rua. |             |                                      | |                                    |                         |
| 48 | 2           | "The Accused Is Entitled"            | Elizabeth Devine & Ann Donahue | Kenneth Fink                       | 3 de outubro de 2002    |
| Quando um famoso astro do cinema (interpretado por Chad Michael Murray) é acusado de homicídio duplo, sua advogada contrata o antigo mentor de Grissom para encontrar falhas no trabalho dos CSIs. As coisas ficam ainda piores quando suas vidas pessoais são usadas contra eles no tribunal. |             |                                      | |                                    |                         |
| 49 | 3           | "Let the Seller Beware"              | Andrew Lipsitz & Anthony E. Zuiker | Richard J. Lewis                   | 10 de outubro de 2002   |
| Grissom, Catherine, Nick e Warrick investigam quando um casal rico é assassinado em sua casa, a qual estava à venda. Enquanto isso, Sara é enviada para um colégio local onde uma animadora de torcida foi encontrada com as vísceras arrancadas em um campo de futebol americano. |             |                                      | |                                    |                         |
| 50 | 4           | "A Little Murder"                    | Ann Donahue & Naren Shankar | Tucker Gates                       | 17 de outubro de 2002   |
| Grissom, Sara e Nick suspeitam de homicídio quando o corpo de um anão é encontrado pendurado em uma corda sobre o palco de uma convenção de Pessoas Pequenas. O caso fica mais difícil quando o número de suspeitos aumenta. Catherine e Warrick investigam um assassinato durante uma invasão domiciliar. Tudo piora quando Catherine é atacada pelo assassino na própria cena de crime. |             |                                      | |                                    |                         |
| 51 | 5           | "Abra-Cadaver"                       | Danny Cannon & Anthony E. Zuiker | Danny Cannon                       | 31 de outubro de 2002   |
| Grissom, Warrick e Sara investigam quando uma mulher que já estava dada como desaparecida desaparece enquanto participa de um espetáculo de mágica. As coisas ficam piores quando o mágico é queimado vivo no palco. Mas Grissom logo descobre que tudo não era o que parecia. Nick e Catherine encontram evidências de homicídio quando um astro do rock morre de overdose no trailer de sua banda.                                                                                              |             |                                      | |                                    |                         |
| 52 | 6           | "The Execution of Catherine Willows" | Elizabeth Devine & Carol Mendelsohn | Kenneth Fink                       | 7 de novembro de 2002   |
| Quinze anos atrás, Catherine ajudou a colocar John Mathers no corredor da morte pelo estupro e assassinato de uma jovem aluna de uma faculdade local. No dia de sua execução, foi-lhe concedida uma espera baseada em novas evidências de DNA. Enquanto isso, Grissom, Nick e Sara estão procurando por uma aluna desaparecida, que é encontrada assassinada e deixada exatamente na mesma vestimenta da mulher do caso de Catherine. Começa a caçada pelo serial killer Assassino da Tinta Azul. |             |                                      | |                                    |                         |
| 53 | 7           | "Fight Night"                        | Andrew Lipsitz & Naren Shankar | Richard J. Lewis                   | 14 de novembro de 2002  |
| Grissom, Sara e Warrick investigam quando um boxeador morre no ringue durante uma luta. Nick rapidamente resolve um assalto em uma loja de jóias, mas encontra razões para não fechar o caso apenas por enquanto. Catherine investiga quando um membro de uma gangue leva um tiro num estacionamento. |             |                                      | |                                    |                         |
| 54 | 8           | "Snuff"                              | Ann Donahue & Bob Harris | Kenneth Fink                       | 21 de novembro de 2002  |
| Catherine, Sara e Warrick são deixados sem um corpo ou cena do crime quando um filme rapé mostra o real assassinato de uma jovem mulher. Enquanto isso, Grissom e Nick tentam descobrir e encontrar a identidade e o assassino de um corpo encontrado numa caixa de ferramentas, coberto com formigas de fogo que estava em processo final de decomposição. |             |                                      | |                                    |                         |
| 55 | 9           | "Blood Lust"                         | Josh Berman & Carol Mendelsohn | Charlie Correll                    | 5 de dezembro de 2002   |
| Um taxista é morto por uma multidão após atropelar um menino com seu táxi. Quando Grissom chega na cena do crime, ele descobre que o menino estava morrendo com uma facada. Quando Grissom e Sara encontram a real cena do crime em uma quadra de basquete, descobrem o corpo de um homem morto á tiros. Estariam os dois assassinatos relacionados? |             |                                      | |                                    |                         |
| 56 | 10          | "High and Low"                       | Naren Shankar & Eli Talbert | Richard J. Lewis                   | 12 de dezembro de 2002  |
| Grissom, Nick e Warrick investigam quando um corpo cai do céu e é aterrado entre um casal de patinadores. Mas o recente problema de audição de Grissom o força a deixar o caso para Nick e Warrick. Enquanto isso, Catherine investiga a morte de um homem que levou um tiro da sua própria arma. |             |                                      | |                                    |                         |
| 57 | 11          | "Recipe for Murder"                  | Ann Donahue & Anthony E. Zuiker | Richard J. Lewis & J. Miller Tobin | 9 de janeiro de 2003    |
| Grissom e Catherine investigam quando o chefe de um chique restaurante termina em um moedor de carne. Eles logo descobrem que se passava muito mais na cozinha do que cozinhar. Enquanto isso, Sara e Warrick descobrem que o aparente suicídio de uma jovem mulher que sofria de transtorno bipolar é, na verdade, um assassinato. |             |                                      | |                                    |                         |
| 58 | 12          | "Got Murder?"                        | Sarah Goldfinger | Kenneth Fink                       | 16 de janeiro de 2003   |
| Quando um corvo é encontrado com um globo ocular humano em seu bico, cabe a Catherine, Sara e Nick encontrar o resto do corpo e o assassino. Enquanto isso, uma autópsia rotineira se torna especial pelo fato de a vítima não estar morta. David e o Dr. Robbins tentam salvar sua vida, mas a vítima acaba falecendo. Grissom e Warrick, então, tentam descobrir quem queria que o homem fosse morto.                                                                                           |             |                                      | |                                    |                         |
| 59 | 13          | "Random Acts of Violence"            | Danny Cannon & Naren Shankar | Danny Cannon                       | 30 de janeiro de 2003   |
| Quando a filha de 9 anos do antigo mentor de Warrick é morta em um tiroteio, este se deixa levar pelas emoções e considera o suspeito culpado mesmo sem checar as evidências. Em outro caso, Nick investiga um homem encontrado morto em uma sala de computadores lacrada. Todos os empregados da vítima tinham motivos para matá-la, mas todos negam ter visto algo. |             |                                      | |                                    |                         |
| 60 | 14          | "One Hit Wonder"                     | Corey Miller | Félix Enríquez Alcalá              | 6 de fevereiro de 2003  |
| Grissom, Catherine, Nick e Warrick investigam um homem que invade escalando apartamentos de mulheres e as aterroriza. Enquanto isso, Sara reabre um caso de assassinato do marido de uma colega. A bala que permanece no corpo da amiga pode ajudar Sara a encontrar o assassino, mas ela pode não sobreviver à cirurgia para remoção do projétil. |             |                                      | |                                    |                         |
| 61 | 15          | "Lady Heather's Box"                 | Story: Josh Berman, Ann Donahue, Bob Harris & Anthony E. Zuiker Teleplay: Andrew Lipsitz, Carol Mendelsohn, Naren Shankar & Eli Talbert | Richard J. Lewis                   | 13 de fevereiro de 2003 |
| Num episódio especial de 60 minutos, Grissom e Brass pagam outra visita a Lady Heather quando um de seus empregados é encontrado morto num clube local. Enquanto isso, Catherine é confrontada com uma crise quando ela tem que salvar sua filha Lindsey de um carro inundado e seu ex-marido Eddie, que estava dirigindo, é encontrado morto. |             |                                      | |                                    |                         |
| 62 | 16          | "Lucky Strike"                       | Eli Talbert & Anthony E. Zuiker | Kenneth Fink                       | 20 de fevereiro de 2003 |
| Catherine e Warrick tentam encontrar evidências quando o filho de 5 anos de um jogador de basquete profissional é seqüestrado. Enquanto isso, Grissom e Nick investigam quando um homem tropeça fora do seu carro e morre com uma estaca de madeira cravada na parte de trás da cabeça. |             |                                      | |                                    |                         |
| 63 | 17          | "Crash and Burn"                     | Josh Berman | Richard J. Lewis                   | 13 de março de 2003     |
| Sara descobre algumas notícias perturbadoras sobre o seu namorado Hank enquanto ela, Catherine e Warrick investigam um acidente de carro fatal. Enquanto isso, Grissom e Nick descobrem que a morte de uma mulher envenedada com monóxido de carbono não foi um acidente. |             |                                      | |                                    |                         |
| 64 | 18          | "Precious Metal"                     | Andrew Lipsitz & Naren Shankar | Deran Sarafian                     | 3 de abril de 2003      |
| Catherine, Nick e Sara investigam um corpo em decomposição encontrado num barril de resíduos químicos. Eles logo descobrem que a vítima estava envolvida em algo chamado 'Robot Rumble'. Enquanto isso, Greg ajuda Grissom e Warrick a resolver um assassinato de um homem cujo corpo foi encontrado num beco, após ser morto em sua própria casa.. |             |                                      | |                                    |                         |
| 65 | 19          | "A Night at the Movies"              | História: Carol Mendelsohn Teleplay: Danny Cannon & Anthony E. Zuiker                                                                   | Matt Earl Beesley                  | 10 de abril de 2003     |
| Grissom e Catherine investigam um homem assassinado em um cinema durante o filme. Enquanto isso, Warrick, Nick e Sara investigam a morte de um adolescente achado baleado e morto em um armazém perfurado por balas, onde mais de 100 projéteis foram disparados de qualquer ângulo possível, mas o menino foi atingido apenas uma vez. |             |                                      | |                                    |                         |
| 66 | 20          | "Last Laugh"                         | História: Bob Harris & Carol Meldelsohn Teleplay: Bob Harris & Anthony E. Zuiker                                                        | Richard J. Lewis                   | 24 de abril de 2003     |
| Grissom e Catherine investigam um assassinato de um comic que caiu morto no palco depois de ter tomado um garrafa contaminada de água. Warrick é mandado para uma loja de convenicências para investigar a morte de um garoto de 15 anos apenas para descobrir que o menino morreu após tomar a mesma água. Brass pede á Nick e Sara para investigarem um caso que ele declarou morte acidental depois de ter estragado o luto do marido num novo e caro carro.                                   |             |                                      | |                                    |                         |
| 67 | 21          | "Forever"                            | Sarah Goldfinger | David Grossman                     | 1 de maio de 2003       |
| Grissom, Nick e Catherine investigam quando uma mulher treinadora de cavalos é encontrada morta no compartimento de carga de um jatinho particular, junto com um cavalo. De início, parecia que a vítima tinha sido pisoteada pelo cavalo, que na verdade era uma égua, mas Grissom e sua equipe logo descobrem que a situação é mais complexa. Enquanto isso, Sara e Warrick investigam como dois jovens poderiam ter cometido suicídio no meio do deserto.                                      |             |                                      | |                                    |                         |
| 68 | 22          | "Play with Fire"                     | Andrew Lipsitz & Naren Shankar | Kenneth Fink                       | 8 de maio de 2003       |
| Grissom, Nick e Sara investigam quando uma mulher é encontrada morta em um campo de futebol americano num colégio. As evidências os levam a um antigo indivíduo condenado e preso por tráfico de drogas. Quando uma explosão destrói o laboratório de DNA, ferindo Greg e Sara e destruindo muitas evidências, Catherine e Warrick descobrem que Catherine causou o desastre sem intenção. |             |                                      | |                                    |                         |
| 69 | 23          | "Inside the Box"                     | Carol Mendelsohn & Anthony E. Zuiker | Danny Cannon                       | 15 de maio de 2003      |
| Os CSIs são chamados para investigar um roubo num banco, no qual o Detetive Lockwood foi baleado e morto. As coisas ficam pessoais para Catherine quando as evidências apontam para o dono de cassinos Sam Braun. Grissom finalmente toma uma decisão sobre sua audição. |             |                                      | |                                    |                         |